# Berki poszáta
A berki poszáta (Cettia cetti) madarak osztályába , ezen belül a verébalakúak (Passeriformes) rendjébe és a berkiposzátafélék (Cettiidae) családba tartozó faj.

## Rendszerezése
A fajt Coenraad Jacob Temminck holland arisztokrata és zoológus írta le 1820-ban, a Sylvia nembe Sylvia cetti néven. Tudományos nevét Francesco Cetti olasz zoológusról kapta.

## Alfajai
- Cettia cetti cetti (Temminck, 1820) - (Európa, É-Afrika, Ny-Törökország): felül vörhenyesbarna, a mell-és testoldal vörhenyes árnyalatú.
- Cettia cetti albiventris Severtzov, 1873 - (Kazahsztán, D-re a Transzkaszpikumig, Közép-Ázsia, É-és K-Irán): felül kissé szürkésbarnább, alul világosabb piszkosfehér, mint a törzsalak, és a test- illetve melloldal kevésbé vörhenyes árnyalatú; átlagosan kissé nagyobb.
- Cettia cetti orientalis Tristram, 1867 - (Közép-Törökország., Közel-Kelet, Kaukázus, ÉNy-Irán): hasonló az albiventrishez, de olyan kis termetű, mint a törzsalak.
- Cettia cetti sericea (Temminck, 1820)

## Előfordulása
Európa déli részén, Észak-Afrikában és Ázsia nyugati részén költ. Kedveli a víz közeli bokros és mocsaras területeket, gyakran sűrű növényzetben költ. Az Európában és Észak–Afrikában költő példányok nagyrészt állandóak, de a költési időszak után a fiatalok északi irányba mozdulnak. A madarak egy része télre a költő terület déli szegélyére húzódik, a keményebb telek az egyébként nem vonuló példányokat is délebbre kényszerítik.

### Kárpát-medencei előfordulása
Magyarországon állandó, ritka fészkelő.

## Megjelenése
Testhossza 13–14 centiméter, szárnyfesztávolsága 15–19 centiméter, testtömege 9–17 gramm. Közepes méretű, meglehetősen zömök termetű poszáta. Szárnya rövid és erősen lekerekített, farka széles, nyaka meglehetősen rövid. Tollazata felülről egyöntetű vörösbarna, alulról piszkos szürkés-fehér, a testoldalon és a hason vörhenyes árnyalattal. Leginkább a cserregő nádiposzáta (Acrocephalus scirpaceus) és a nádi tücsökmadár (Locustella luscinioides) egyedeivel téveszthető össze. Elkülönítő bélyegei az ezeknél hosszabb szemöldöksávja, illetve a fülfedők, a nyak és a melloldal halvány szürkés árnyalata. Legjobb bélyegei testformája és rövid kézevező túlnyúlása. A nemek és korok hasonlóak, de a hím szárnya általában hosszabb (ssp cetti 59–66 mm; ssp albiventris 64–73 mm).

## Életmódja
Főleg rovarokkal táplálkozik, de pókokat, gilisztákat, csigákat, alkalmanként, főleg télen apró magvakat is fogyaszt. Élénk, aktív madár. Rendszerint megbújik a növényzetben, gyakran ugrál a földön vagy alacsonyan a bokrosokban. Ritkán települések közelében, sűrűn beültetett parkokban is előfordulhat. Éneke fémes zengő hangok váratlan és hangos kirobbanása („plitt!”, sorozatban ismételve kereplő „plir’r’r’r’r”).

## Szaporodás
Évente egyszer, Ny- és D- Európában sokszor kétszer költ, a fészekalj pusztulásakor gyakori a pótköltés. Általában június közepén rakja le a tojásait a sűrű növényzetben nádszálakra, csalánra vagy bokrok ágaira rakott fészekbe. A 4-5 tojáson kizárólag a tojó kotlik, 16-17 napig. A tojó kirepülés után még 2-3 hétig eteti a fiatalokat, melyek csak újabb 15-20 nap után válnak önállóvá.
|  |

## Természetvédelmi helyzete
Az elterjedési területe rendkívül nagy, egyedszáma pedig növekszik. A Természetvédelmi Világszövetség Vörös listáján nem fenyegetett fajként szerepel. Európában nem fenyegetett fajként van nyilvántartva, Magyarországon védett, természetvédelmi értéke 25 000 Ft.